# باول لاك (دراج)
باول لاك (بالإنجليزية: Paul Lake)‏ هو دراج أسترالي، ولد في 6 يونيو 1970 في ملبورن في أستراليا.